# Rhönrad (Spiel)
Rhönrad oder Raupe sind Bezeichnungen für ein Partnerspiel, bei dem die Spielenden mit ihren Körpern das Sportgerät Rhönrad bzw. das Kettenfahrzeug Raupenschlepper nachbilden, um sich mit ihm rollend fortzubewegen.

## Name
Das Turnspiel „Rhönrad“ erhielt seinen Namen nach dem von dem Pfälzer Otto Feick um das Jahr 1919 erfundenen gleichnamigen „Reifen-, Turn- und Sportgerät“, das es mit den Körpern von zwei oder mehr Spielern nachbildet.
Die vor allem in ländlichen Räumen für das Partnerspiel verbreitete Bezeichnung „Raupe“ verbildlicht die Ähnlichkeit der akrobatischen Übung und ihrer Bewegungsabfolge mit dem gleichnamigen Kettenfahrzeug, das sich als landwirtschaftliche Zugmaschine und als Schneeraupe beim Planieren der Skipisten langsam durchs Gelände bewegt.

## Grundform und Spielablauf
Die einfachste Form des Rhönrades, die schon Grundschüler zustande bringen können, besteht aus zwei Mitspielern: Während der eine Partner rücklings mit ausgestreckten Armen am Boden liegt, nimmt der andere, ihm zugewandt, stehend neben seinen Händen Aufstellung. Der liegende Spieler umfasst sodann die Fußgelenke des stehenden, während dieser seinerseits die ihm entgegengestreckten Füße des liegenden Partners ergreift und dicht neben seinem Kopf hält. Die beiden bilden auf diese Weise ein geschlossenes Rad. Dieses setzt sich dadurch in Bewegung, dass der stehende Spieler eine Rolle vorwärts macht, wobei der liegende Spieler von den Füßen des Partners aufgerichtet wird und zu der nächsten Rolle ansetzen kann. So entsteht eine Walzbewegung, die sich über eine längere Strecke fortführen lässt. Wenn das Rhönrad bzw. die Raupe stabil genug gebaut ist, können damit auch Wettkämpfe über eine bestimmte Distanz und auf Geschwindigkeit ausgetragen werden.

## Varianten
- Dreierraupe: Diese anspruchsvollere Konstruktion setzt bereits einige körperliche Fitness voraus, die in der Regel erst von sportlich trainierten Jugendlichen erreichbar ist.[2]
- Viererraupe: Das Raupengebilde aus vier oder noch mehr Personen schließlich bleibt als sogenannte „Riesenraupe“ und akrobatisches Kunststück Kunstturnern und Zirkusartisten vorbehalten.[3]